# Kerülen
La rivière Kherlen (du mongol : Хэрлэн гол, Kherlen gol) ou Kerülen (de la translittération en  chinois : 克鲁伦河 ; pinyin : Kèlǔlún hé) est un cours d'eau de Mongolie et de Chine et un affluent du lac Hulun, donc du fleuve l'Amour. 

## Géographie

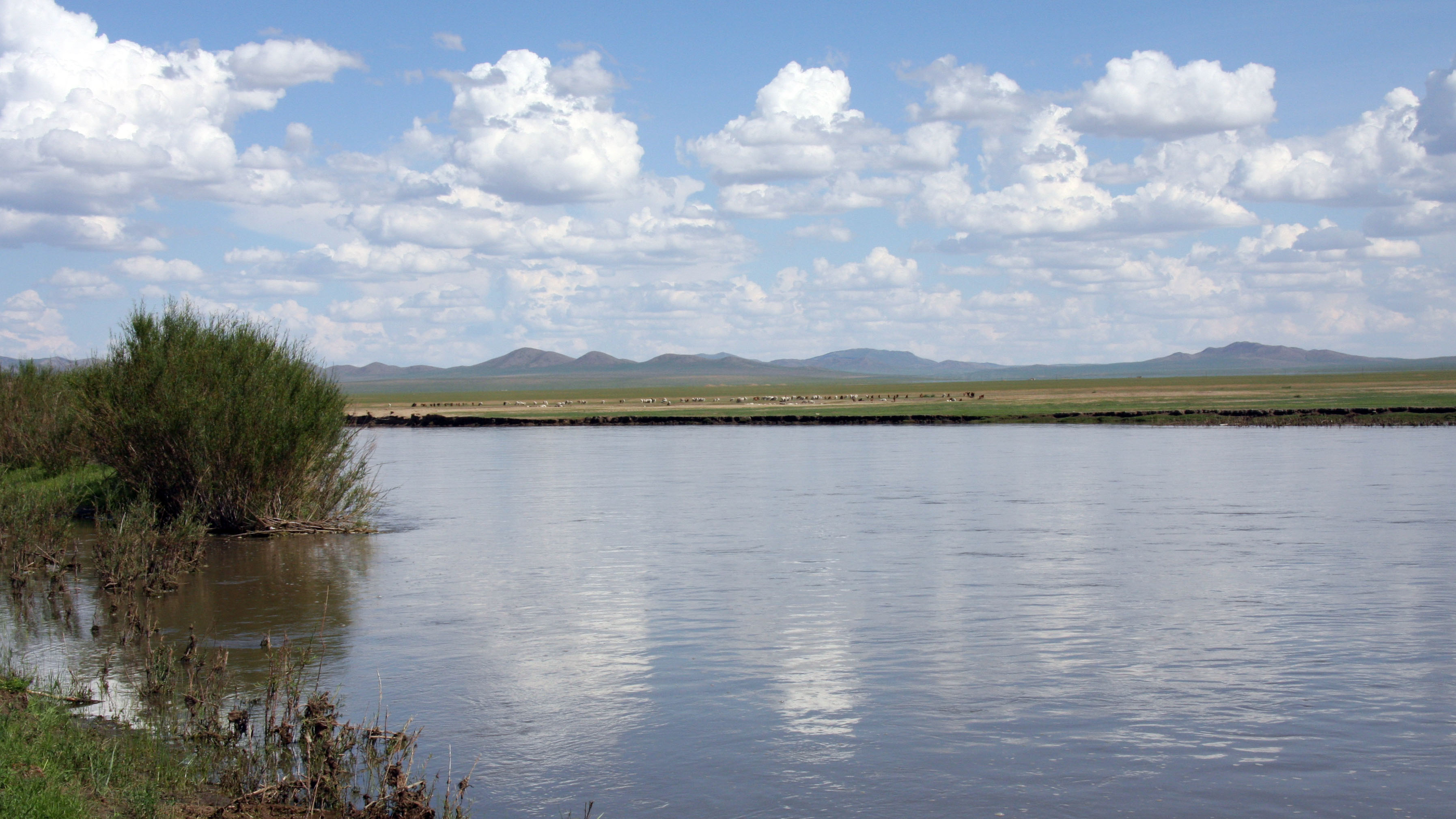
La Kherlen

Le fleuve prend sa source à une centaine de kilomètres au Nord-Est d'Oulan Bator, en Mongolie et après avoir formé une boucle vers le sud, se dirige vers le Nord-Est en direction de Mongolie-Intérieure. Il s'y jette ensuite dans le lac Hulun, au Sud-Ouest de la ville-préfecture de Hulunbuir. Les années de fortes précipitations, le lac Hulun se déverse à son tour, à 30 km plus au Nord, dans l'Argoun. Ce dernier suit la frontière entre la Chine et la Russie sur 944 kilomètres, et se jette dans l'Amour, qui finit sa course dans le détroit de Tatarie. Le Kherlen fait donc partie du réseau hydraulique de l'Amour.
La  Kerulen est longue de 1 254 km et draine un bassin de 116 400 km2.

## Hydrométrie - Les débits à Choybalsan
Le débit du Kerulen a été observé pendant 10 ans (1947-1957) à Choybalsan, ville située à quelque 300 kilomètres du lac Hulun. 
À Choybalsan, le débit inter annuel moyen ou module observé sur cette période était de 15,3 m3/s pour une surface prise en compte de 66,400 km², soit la quasi-totalité du bassin versant utile jusqu'au lac Hulun.
La lame d'eau écoulée dans le bassin atteint ainsi le chiffre de 7,3 millimètres par an, ce qui doit être qualifié de très maigre, et est lié aux précipitations minimes relevées sur la quasi-totalité du bassin.